# 隼號列車
「隼」（日语： Hayabusa */?）是在東日本旅客鐵道（JR東日本）東北新幹線運行的特別急行列車及北海道旅客鐵道（JR北海道）北海道新幹線（特急）班次的名稱，原本是臥舖（寢台）特急列车。「隼」是東北新幹線E5系列车開始使用時所增設的班次，至今仍然是東北新幹線及北海道新幹線中行車時間最短的新幹線列車，主要來往於東京和仙台、新青森、新函館北斗之間，目前為東北新幹線及北海道新幹線內行駛速度最快、停站最少的班次。東京至新青森最快為2小時59分，北海道新幹線通車後，伸延至新函館北斗，至新函館北斗最快為3小時58分。

## 概要
是因應東北新幹線伸延至新青森站時所新設立的車種，原來安排於伸延開業的同一日投入服務，但因特別為此段路線而建造的新幹線E5系未能完成所有測試，需要延遲三個月才正式運作。並逐步取代原來服務的「疾風」班次。其中宇都宮～盛岡間的區間，以往採用E2系時，最高可達至275km/h的速度，E5系投入營運後，此路段的時速提昇至320km/h，成為線道內最高速的紀錄。而大宮～宇都宮的區間也由240km/h提昇至275km/h。至於盛岡～新函館北斗間，因隧道較多，線路規格上採取與「疾風號」最高的260km/h行走，唯青函隧道需與在來線列車並行，故為160km/h）。
全列車為指定席，基本上不設站位。但在仙台～新青森的區間，如持有新幹線定期券「FREX」，可以通過特例，先以站位形式上車，如在普通車廂內找到未被訂位的空席，亦可以佔用座位（但後來如該座位有持票人士購買，則仍要將座位讓出）。另外，持有青春18車票的旅客，得於購買青春18車票北海道新幹線附加券後，搭乘奧津輕今別～木古內的區間。

## 歷史
- 2010年5月11日：東日本旅客鐵道通過了使用「隼」為東北新幹線延長段通車後的新車種[2][3]。
- 2011年3月5日：「隼」号开始运营。
- 2013年3月17日：时刻表调整，部分列车开始与“超级小町”用车E6系连结运营。同日单独行驶列车最高速度提升到320km/h。
- 2014年3月15日：时刻表调整，与“小町”连结运营最高速度提升到320km/h [4] 。
- 2016年3月26日：北海道新幹線開業，本列車服務延伸至新函館北斗。
- 2019年3月16日：時刻表调整，青函隧道內新幹線列車時速由每小時140公里提高到160公里，使得隼號列車從東京車站到新函館北斗車站的行車時間縮短為3小時58分鐘[5]
- 2024年9月19日：「小町」6號在與「隼」6號併結行駛至古川＝仙台區間時，連結部分突然分離，「小町」號與「隼」號分別在安全機制下緊急停車，安全檢查令東北新幹線停駛約5小時[6]。
- 2025年3月6日：「小町」21號在與「隼」21號併結行駛至上野＝大宮區間時，連結部分突然分離，「小町」號與「隼」號分別在安全機制下緊急停車，由於距離上次出現同類事故不足半年，JR東日本決定在調查期間暫停「小町」號與「隼」號的併結運轉[7]。

## 停車站
- 仙台及盛岡均為所有列車均停站。
- 撇除個別區間班次外，東京、大宮、仙台、盛岡、新青森亦是所有列車均停站。

| 號数             | 運行班次及停靠站 | 東京站 | 上野站 | 大宮站 | …  | 仙台站 | 古川站 | 栗駒高原站 | 一之關站 | 水澤江刺站 | 北上站 | 新花卷站 | 盛岡站 | 岩手沼宮內站 | 二戶站 | 八戶站 | 七戶十和田站 | 新青森站 | 奧津輕今別站 | 木古内站 | 新函館北斗站 | 備註                                                                                              |
| ---------------- | ---------------- | ------ | ------ | ------ | -- | ------ | ------ | ---------- | -------- | ---------- | ------ | -------- | ------ | ------------ | ------ | ------ | ------------ | -------- | ------------ | -------- | ------------ | ------------------------------------------------------------------------------------------------- |
| 1 - 38號         | 下行2班／上行2班 | ●      | ○      | ●      | － | ●      | －     | －         | －       | －         | －     | －       | ●      | －           | －     | －     | －           | ●        | －           | ○        | ●            | 只有上行30號停靠上野站及木古内站                                                                  |
| 1 - 38號         | 下行4班／上行3班 | ●      | ●      | ●      | － | ●      | －     | －         | －       | －         | －     | －       | ●      | －           | －     | ●      | －           | ●        | ○            | ○        | ●            | 下行19號不停奧津輕今別站 下行23號、33號／上行18號不停奧津輕今別站及木古内站                       |
| 1 - 38號         | 下行4班／上行5班 | ●      | ●      | ●      | － | ●      | －     | －         | －       | －         | －     | －       | ●      | ○            | ●      | ●      | ●            | ●        | ○            | ○        | ●            | 下行1號／上行10、38號不停岩手沼宮內站 上行12號、24號不停奧津輕今別站及木古内站                    |
| 1 - 38號         | 下行1班／上行2班 | ●      | ○      | ●      | － | ●      | －     | －         | －       | －         | －     | －       | ●      | －           | －     | ●      | －           | ●        |              |          |              | 上行4號不停上野站                                                                                 |
| 1 - 38號         | 下行6班／上行5班 | ●      | ○      | ●      | － | ●      | ○      | －         | ○        | －         | ○      | －       | ●      | ○            | ●      | ●      | ●            | ●        |              |          |              | 只有上行8號停靠古川站、一之關站及北上站 下行35號不停上野站 下行45、55號／上行48號不停岩手沼宮內站 |
| 1 - 38號         | 下行1班／上行1班 | ●      | ○      | ●      | － | ●      | ○      | －         | ○        | －         | －     | －       | ●      |              |        |        |              |          |              |          |              | 只有下行15號停靠古川站及一之關站                                                                  |
| 1 - 38號         | 下行1班／上行1班 | ●      | －     | ●      | － | ●      |        |            |          |            |        |          |        |              |        |        |              |          |              |          |              |                                                                                                   |
| 95、96號         | 下行1班／上行1班 |        |        |        |    | ●      | ●      | ●          | ●        | ●          | ●      | ●        | ●      | ●            | ●      | ●      | ●            | ●        | －           | －       | ●            |                                                                                                   |
| 101 - 106、108號 | 下行3班／上行4班 | ●      | ●      | ●      | － | ●      | ●      | ●          | ●        | ●          | ●      | ●        | ●      |              |        |        |              |          |              |          |              |                                                                                                   |

● ：全部停車
○ ：部份班次停車
－ ：通過

### 所需時間
以2021年3月12日起的時間表為準,其中北陸新幹線直達班次為預留,目前使用列車尚未加裝其路線專用對應裝置
東京↔仙台
- 東京 → 仙台：最快為1小時31分（如7號），最慢為1小時35分（如9號）
- 仙台 → 東京：最快為1小時30分（如44號），最慢為1小時37分（如8號）

東京↔盛岡
- 東京 → 盛岡：最快為2小時11分（如7號），最慢為2小時53分（如101號）
- 盛岡 → 東京：最快為2小時10分（如44號），最慢為2小時49分（如108號）

東京↔新青森
- 東京 → 新青森：最快為2小時59分（7及13號），最慢為3小時31分（49號）
- 新青森 → 東京：最快為2小時59分（44號），最慢為3小時43分（8號）

東京↔新函館北
- 東京 → 新函館北斗：最快為3小時57分（7及13號），最慢為4小時31分（21號）
- 新函館北 → 東京：最快為3小時57分（44號），最慢為4小時33分（16號）

由於部分班次在盛岡至仙台間停站，所以部分班次行車時間特別長。
- 如不計算區間車，往新函館北斗的7和13號，以及往東京的44號，都是行車時間最短（3小時57分）和停車站數最少（東京、大宮、仙台、盛岡、新青森和新函館北斗，共6個）的最速達列車。

## 使用車輛
除了隼15號以外，所有班次使用E5系/H5系行駛，其中部份班次同時併結行駛秋田新幹線的7辆编成E6系“小町”，當到達盛岡站時，兩列列車會分離並駛往各自不同的目的地。當E5單獨運行時，在宇都宮至盛岡路段的營運速度可高達320km/h，而最初與E6系併結行駛時，最初的營運速度稍為降至300km/h，2014年3月15日起，併結時的速度也獲提昇至320km/h。
2021年11月起，隼15號只有在特定日期會以E5系、E6系併結行駛，平日則以E6系單獨行駛。直到2023年3月時刻改正，再次使用併結編組行駛。
列車編成（單獨E5系）
- 全車禁煙
- 特等車廂（對號座位）
  - 數目：1輛
  - 乘務員不仅會向乘客派發毛巾和飲品，而且有需要的乘客会帮助乘客调节座椅等服务
- 綠色車廂（對號座位）
  - 數目：1輛
  - 乘務員會向乘客派發毛巾和飲品
- 普通車廂
  - 數目：8輛
  - 全車指定席，部分班次設有特例，可持自由席特急券或特定特急券搭乘

## 東北本線優等列車沿革

### 東京 - 青森 - 北海道間運行列車
上野和仙台之間有兩條路線，有東北本線和常磐線。 東北本線雖然途經宇都宮市、福島市等重要的縣城，但陡坡路段較多，在速度和運輸能力（接駁車數）方面不利於蒸汽機車牽引的列車。 因此，大部分列車選用距離有點繞道，但設置了許多通過緩坡的常磐線。

#### 戰前
- 1891年（明治24年）9月1日 日本鐵道東北本線上野 - 青森間約740公里通車。開辦直通列車每天1往復，需時26小時。
- 1901年（明治34年） 上野 - 青森間直通列車縮短至最快21小時50分鐘。
- 1906年（明治39年）4月 上野 - 青森間開辦急行801・802號列車，行駛海岸線（現常磐線），下行上野11時45分發車翌日早上7時抵達青森，上行青森19時40分發車翌日翌日15時13分抵達上野。
- 1906年（明治39年）11月 日本鐵道國有化。
- 1908年（明治41年）5月 開辦上野 - 青森間行經東北本線急行201・202列車（連結1等車、2等車、餐車和寝台車）。青森 - 函館航線（需時4小時）和青森 - 室蘭航線（需時12小時）的連結船連結本州和北海道。201・202列車停靠以下車站：
  - 上野 - 赤羽 - 浦和 - 大宮 - 久喜 - 古河 - 小山 - 宇都宮 - 宝積寺 - 氏家 - 西那須野 - 黒磯 - 白河 - 矢吹 - 須賀川 - 郡山 - 本宮 - 二本松 - 福島 - 長岡（現：伊達）- 桑折 - 白石 - 大河原 - 岩沼 - 仙台 - 岩切 - 松島 - 小牛田 - 石越 - 一之關 - 水澤 - 黒澤尻（現：北上） - 花卷 - 盛岡 - 沼宮内（現：岩手沼宮内） - 中山（現：奥中山高原） - 一戶 - 三戸 - 尻内（現：八戶） - 古間木（現：三澤） - 野邊地 - 小湊 - 浅蟲（現・浅蟲温泉） - 青森
  - 201號列車：上野7時25分→浦和8時→宇都宮10時5分→福島14時50分→仙台17時15分→盛岡21時54分→青森翌日3時40分
  - 202號列車：青森2時20分→仙台12時35分→上野22時40分

- 同年12月 急行201・202列車運行區間縮短改為上野 - 仙台間運行。
- 1909年（明治42年）4月 上野 - 仙台間急行201・202列車的運行區間延長為上野 - 青森間。各列車的發車時刻在以下表示：
  - 201列車：上野12時40分→青森翌日9時35分
  - 202列車：青森18時20分→上野翌日15時15分
  - 801列車（途徑海岸線）：上野23時→青森翌日19時10分
  - 802列車（途徑海岸線）：青森9時→上野翌日5時45分
- 1910年（明治43年）9月 新橋 - 神戸間急行列車的2等寝台車開始連結。
- 1911年（明治44年）5月 ダイヤ改正。東北本線経由の201・202列車は15 - 25分運転時間を短縮。常磐線経由の801・802列車は逆に延長となった。
  - 201列車：上野12時30分→青森翌日9時
  - 202列車：青森18時50分→上野翌日15時30分
  - 801列車：上野23時→青森翌日19時25分
  - 802列車：青森9時35分→上野翌日6時15分
- 同年12月 時刻表更改。冬季列車運行時間加長。
  - 201列車：上野12時30分→青森翌日10時10分
  - 202列車：青森17時50分→上野翌日15時30分
  - 801列車：上野22時20分→青森翌日19時25分
  - 802列車：青森9時10分→上野翌日6時15分
- 1912年（明治45年）5月 時刻表更改。
  - 201列車：上野9時30分→青森翌日5時50分
  - 202列車：青森16時→上野翌日12時05分
  - 801列車：上野22時30分→青森翌日18時30分
  - 802列車：青森1時→上野20時05分 同年12月 時刻表更改。所要時間20小時以内。
    - 201列車：上野15時30分→青森翌日11時15分
    - 202列車：青森18時→上野翌日14時
    - 801列車：上野22時30分→青森翌日18時
    - 802列車：青森11時→上野翌日6時15分

  - 1913年（大正2年）12月 時刻表更改。201・202列車改為普通列車，開辦作為代替的203・204號急行列車。
    - 203列車：上野23時→青森翌日18時05分
    - 204列車：青森15時30分→上野翌日8時55分

  - 1917年（大正6年）6月 時刻表更改。途徑東北本線和途徑常磐線的列車所要時間相同，都是17小時。
    - 203列車：上野13時→青森翌日6時
    - 204列車：青森23時30分→上野翌日16時30分
    - 801列車：上野22時30分→青森翌日15時30分
    - 802列車：青森13時→上野翌日6時

  - 1926年（大正15年）8月 時刻表更改。列車番台編號再編：東北本線使用100番台、常磐線使用200番台，201・202號列車改為103・104號列車，801・802號列車改為201・202號列車。同時，103・104號列車不再連結1等寝台車、餐車。西式餐車改為和式堂車。
    - 103列車：上野13時→青森翌日6時25分
    - 104列車：青森23時→上野翌日15時50分
    - 201列車：上野22時30分→青森翌日16時25分
    - 202列車：青森13時40分→上野翌日8時

  - 1929年（昭和4年）9月 時刻表更改。作出以下變更：
    - 103列車：上野14時→青森翌日6時20分
    - 104列車：青森23時→上野翌日15時
    - 201列車：上野22時30分→青森翌日16時10分
    - 202列車：青森13時30分→上野翌日7時

  - 1930年（昭和5年）10月 時刻表更改。103列車上野14時30分→青森翌日6時20分、104列車が青森23時→上野翌日14時30分，所要時間減少至15小時。
  - 1934年（昭和9年）12月 時刻表大幅更改，作出以下變更：
    - 急行列車所要時間大幅縮短至12 - 13小時。
    - 103列車：上野10時→青森23時分
    - 104列車：青森6時→上野19時05分
    - 201列車：上野19時→青森翌日7時45分
    - 202列車：青森22時→上野翌日10時25分
    - 上野 - 青森間新設準急列車101・102號。

- 同年12月 時刻表更改。所要時間改為20小時以内。
  - 201列車：上野15時30分→青森翌日11時15分
  - 202列車：青森18時→上野翌日14時
  - 801列車：上野22時30分→青森翌日18時
  - 802列車：青森11時→上野翌日6時15分
- 1913年（大正2年）12月 時刻表更改。201・202列車改為普通列車，開辦代替急行列車203・204號列車。
  - 203列車：上野23時→青森翌日18時05分
  - 204列車：青森15時30分→上野翌日8時55分  1917年（大正6年）6月 時刻表更改。途徑東北本線和途徑常磐線的時間縮短至17小時。
    - 203列車：上野13時→青森翌日6時
    - 204列車：青森23時30分→上野翌日16時30分
    - 801列車：上野22時30分→青森翌日15時30分
    - 802列車：青森13時→上野翌日6時

  - 1926年（大正15年）8月 時刻表更改。列車番台再編，東北本線列車編為100番台、常磐線列車編為200番台。201・202號列車改為103・104號列車、801・802號列車改為201・202列車。同時103・104列車不再連結1等寝台車，食堂車由西式餐車改為和式餐車。
    - 103列車：上野13時→青森翌日6時25分
    - 104列車：青森23時→上野翌日15時50分
    - 201列車：上野22時30分→青森翌日16時25分
    - 202列車：青森13時40分→上野翌日8時

  - 1929年（昭和4年）9月 時刻表更改。
    - 103列車：上野14時→青森翌日6時20分
    - 104列車：青森23時→上野翌日15時
    - 201列車：上野22時30分→青森翌日16時10分
    - 202列車：青森13時30分→上野翌日7時

  - 1930年（昭和5年）10月 時刻表更改。103列車上野14時30分→青森翌日6時20分，104列車青森23時→上野翌日14時30分。所要時間少於15時間。
  - 1934年（昭和9年）12月 時刻表大幅更改，作出以下變更：
    - 急行列車所要時間大幅縮短至12 - 13小時。
    - 103列車：上野10時→青森23時分
    - 104列車：青森6時→上野19時05分
    - 201列車：上野19時→青森翌日7時45分
    - 202列車：青森22時→上野翌日10時25分
    - 上野 - 青森間新開辦準急101・102列車。

  - 1937年（昭和12年）7月 新設途徑常磐線的急行列車，上野 - 青森間開辦急行列車1201・1202號列車。
  - 1940年（昭和15年）10月 時刻表更改。途徑常磐線的急行202號列車所要時間縮短5分鐘。不定期急行列車1201・1202列車定期列車化，編號改為207・208號。上野 - 青森直通列車改為急行3往復、準急1往復、普通列車4往復運行。
  - 1942年（昭和17年）12月 時刻表更改。青函連絡船夜行班次廢止，所連結的202號列車改為青森發車。
  - 1943年（昭和18年）2月 仙台以北的103・104列車和途徑常磐線普通列車205・206列車廢止。
  - 1943年（昭和18年）10月 稱為「決戦ダイヤ」（決戰時刻表）的時刻表更改，作出以下變更：
    - 103・104列車和準急101・102列車と統合於上野 - 青森間間運行，改為101・102號急行列車。
    - 急行207・208列車廢止。
    - 201・202列車降格為普通列車、203・204列車的普通列車升格為急行列車。

  - 1944年（昭和19年）4月 隨著戰局惡化，特急・1等客車・食堂車・寝台車作出以下變更：
    - 急行101・102列車運行休止。
    - 急行203・204列車，普通201・202列車不再連結優等客車。
    - 普通列車103・104・105・106・107・108列車運行休止。
    - 同年12月 急行203・204列車不再營運。

#### 戰後
- 1945年（昭和20年）11月 上野 - 青森間急行101・102列車再次營運。但隨後一個月，由於煤炭嚴重短缺，再次暫停運營。
- 1946年（昭和21年）2月 根據GHQ的命令，在上野-青森/函館-札幌之間新建了專供盟軍使用的列車。後來，這兩列火車被統稱為北部特急。
  - 列車是聯軍（特別是美軍）的專用列車，沒有列在時刻表上，行駛青森和函館之間，有一部分臥舖車在青函渡輪上裝載運輸。從7月開始，使用東京和上野之間的回送線出發，11月改為由橫濱出發。
  - 至於日本人用的列車，同年8月東京 - 上野間的回送線使用。
- 同年11月 途徑常磐線的急行207・208號列車運行休止。
- 1947年（昭和22年）6月 急行207・208號列車運行開始。
- 1948年（昭和23年）7月1日 1948年7月1日国鉄ダイヤ改正（1948年7月1日JNR時刻表更改）。上野 - 青森間的直通急行途徑東北本線的103・104號列車、途徑常磐線的201・202號列車再次運行、12月201・202列車開始連結特別寝台車。
- 1949年（昭和24年）9月 急行201・202列車運行休止。代替服務的101・102・203・204號列車再次營運。203・204列車開始連結A寝台。

## 外部連結
- http://www.jreast.co.jp/press/2010/20100504.pdf （页面存档备份，存于）